# 이선 캐츠버그
이선 캐츠버그(영어: Ethan Katzberg, 2002년 4월 5일~)는 캐나다의 육상 선수로 주 종목은 해머던지기이다. 2024년 하계 올림픽에서 남자 해머던지기 종목 금메달을 획득했으며 세계 선수권 대회에서 남자 해머던지기 금메달 1개(2022), 은메달 1개(2023)를 획득했다.
현재 캐나다 남자 해머던지기 국가 기록을 보유하고 있다.

## 통계

### 개인 기록
- 2019: 55.72m
- 2021: 69.75m
- 2022: 76.36m
- 2023: 81.25m
- 2024: 84.38m(케냐 나이로비), (캐나다 국가 기록)